# Megaderus bifasciatus
Megaderus bifasciatus är en skalbaggsart som beskrevs av Dupont 1836. Megaderus bifasciatus ingår i släktet Megaderus och familjen långhorningar.
Artens utbredningsområde är:
- Guatemala.
- Honduras.

Inga underarter finns listade i Catalogue of Life.